# Anđelko Andrejević
Anđelko Andrejević (serbisch-kyrillisch Анђелко Андрејевић; * 28. Oktober 1992 in Belgrad) ist ein professioneller serbischer Pokerspieler. Er gewann 2016 das Main Event der World Poker Tour.

## Pokerkarriere
Andrejević gewann seine ersten Preisgelder bei Live-Turnieren ab Mitte April 2012 bei kleineren Events in Florida. Im Jahr 2014 war er erstmals bei der World Series of Poker im Rio All-Suite Hotel and Casino am Las Vegas Strip erfolgreich und kam bei drei Turnieren der Variante No Limit Hold’em in die Geldränge. Anfang Dezember 2014 belegte der Serbe beim Main Event der Rock ’N’ Roll Poker Open in Hollywood, Florida, den dritten Platz und erhielt 170.000 US-Dollar. Im September 2015 wurde er beim Main Event der River Poker Series in Thackerville Vierter für knapp 135.000 US-Dollar. Ende desselben Monats erreichte er zweimal beim Main Event der World Poker Tour (WPT) den Finaltisch und sicherte sich mit einem siebten Platz in Atlantic City und einem dritten Rang in Hanover Preisgelder von knapp 230.000 US-Dollar. Mitte November 2015 gewann Andrejević das Super High Roller der Asia Pacific Poker Tour in Macau mit einer Siegprämie von umgerechnet mehr als 1,1 Millionen US-Dollar. Im März 2016 saß er am Finaltisch des WPT-Main-Events im kalifornischen San José und belegte den mit rund 335.000 US-Dollar dotierten vierten Platz. Mitte Mai 2016 setzte sich der Serbe beim Main Event der WPT Amsterdam durch und sicherte sich eine Siegprämie von 200.000 Euro. Ende Juni 2016 gewann er ein Deepstack-Turnier im Venetian Resort Hotel in Las Vegas und erhielt den Hauptpreis von mehr als 650.000 US-Dollar. Mitte August 2019 wurde er beim High Roller der Seminole Hard Rock Poker Open in Hollywood Vierter, wofür er rund 235.000 US-Dollar erhielt. Bei der mittlerweile im Horseshoe Las Vegas und Paris Las Vegas ausgespielten WSOP 2023 wurde Andrejević beim Pot-Limit Omaha High Roller Dritter und mit knapp einer Million US-Dollar prämiert.
Insgesamt hat sich Andrejević mit Poker bei Live-Turnieren knapp 5,5 Millionen US-Dollar erspielt und ist damit der erfolgreichste serbische Pokerspieler.